# Eugene Ayanful
Eugene Ayanful (né le 14 mai 1990) est un athlète britannique spécialiste du sprint. 

## Carrière
En 2009, à l’occasion des Championnats d'Europe junior, Eugene Ayanful remporte deux médailles de bronze, sur 100 mètres et sur le relais 4 × 100 mètres.
En 2010, une blessure au tendon d'Achille l'éloigne des pistes pour la majeure partie de la saison.

### Palmarès
| Année | Compétition                  | Lieu     | Résultat | Epreuve   | Performance |
| ----- | ---------------------------- | -------- | -------- | --------- | ----------- |
| 2009  | Championnats d'Europe junior | Novi Sad | 3e       | 100 m     | 10 s 37     |
| 2009  | Championnats d'Europe junior | Novi Sad | 3e       | 4 × 100 m | 39 s 78     |

### Records
| Épreuve    | Performance | Lieu     | Date            |
| ---------- | ----------- | -------- | --------------- |
| 100 mètres | 10 s 37     | Novi Sad | 24 juillet 2009 |